# Wilhelm Carlberg
Gustaf Wilhelm Carlberg, född den 5 april 1880 i Karlskrona, död den 1 oktober 1970 i Danderyd, var en svensk militär och sportskytt.

## Biografi

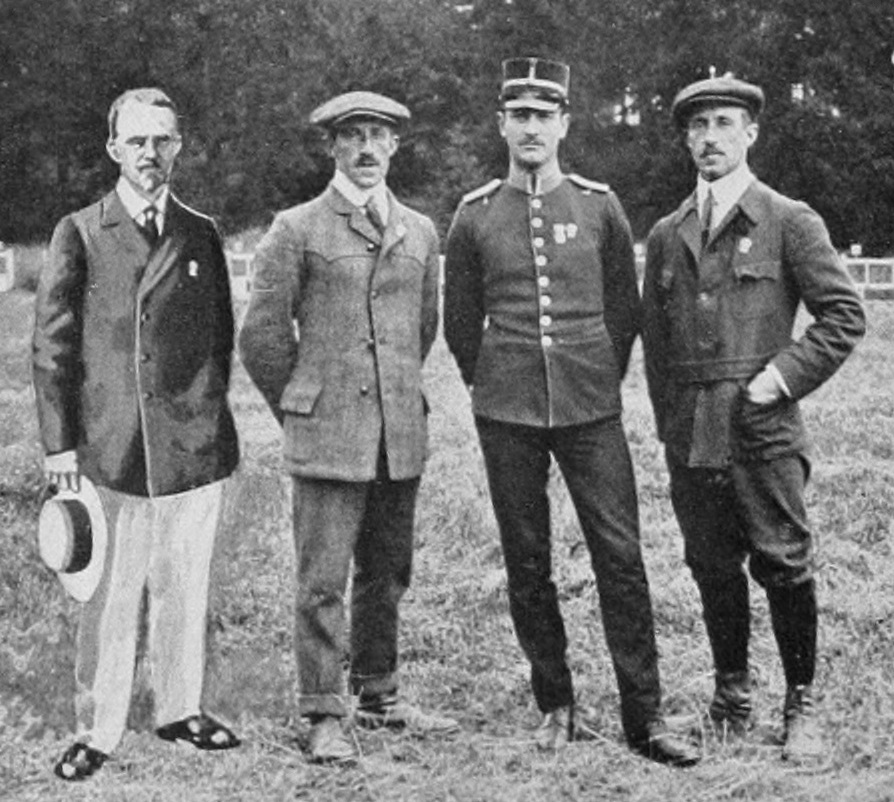
Paul Palén, Vilhelm Carlberg, Hübner von Holst och Eric Carlberg 1912.

Carlberg blev underlöjtnant vid Värmlands fältjägarkår 1901 samt vid Vaxholms grenadjärregemente 1902. Vid det senare förbandet blev han löjtnant 1907 och kapten 1916. Under denna tid avlade han examen vid Gymnastiska centralinstitutet 1910. År 1928 övergick han till Svea livgarde där han blev major året därpå. Han tog avsked 1945. Carlberg var riddare av såväl svenska Svärdsorden som av Italienska kronorden och innehade därtill ett flertal idrottsrelaterade medaljer och utmärkelser.
Carlberg deltog i fyra olympiska spel (1906, 1908, 1912 och 1924) och vann tre guld-, fyra silver- och en bronsmedalj. Han tävlade för Stockholms Amatörförening, FOK Stockholm och Stockholms PK. Han var även sekreterare i gymnastikkommittén inför Olympiska sommarspelen 1912
Wilhelm Carlberg var son till länsveterinären Gustaf Carlberg och Vilhelmina Rydell. Hans tvillingbror Eric Carlberg var också officer och idrottsman. Från 1920 var Wilhelm Carlberg gift med Elsa Reuter (1894–1943), dotter till direktör Gustaf E. Reuter och Sigrid Strömmers. Makarna Carlberg är begravna på Djursholms begravningsplats.

## OS-resultat

### 1924
- 2:a Silhuettpistol (18,6,5)

### 1912
- 1:a Miniatyrgevär 25 m (duell) ind. (242)
- 1:a Miniatyrgevär 25 m (duell) lag (229)
- 1:a Duellpistol 30 m lag (290)
- 2:a Miniatyrgevär 50 m lag (104)
- 2:a Fripistol lag (459)
- 15:e Duellpistol 30 m ind. (274)
- 16:e Fripistol ind. (446)
- 21:a Miniatyrgevär 50 m ind. (185)

### 1908
- 2:a Miniatyrgevär liggande 50+100yards lag (187)
- 5:a Fripistol lag (471)
- 4:a Miniatyrgevär försvinnande mål 25yards (45)
- 10:a Miniatyrgevär liggande ind. (370)
- 15:e Miniatyrgevär rörliga mål 25 yards (9)
- 20:e Fripistol ind. (432)

### 1906
- 3:a Duellpistol 25m (26/115)
- 16:e Frigevär (207)
- 16:e Automatpistol (220)
- 18:e Armégevär (191)
- 22:a Fripistol (179)
- 22:a Armérevolver 1873/74 (136)
- 25:a Armérevolver (204)
- Bröt Duellpistol 20m